# Горевка (приток Лупьи)
Горевка — река в России, протекает в Омутнинском и Афанасьевском районах Кировской области. Устье реки находится в 47 км по правому берегу реки Лупья. Длина реки составляет 16 км.
Исток реки на Верхнекамской возвышенности в 18 км юго-западнее посёлка Бор (центр Борского сельского поселения). Исток и верхнее течение в Омутнинском районе, среднее и нижнее — в Афанасьевском. Река течёт на север и северо-запад по ненаселённому лесному массиву. У устья — нежилая деревня Горевка.

## Данные водного реестра
По данным государственного водного реестра России относится к Камскому бассейновому округу, водохозяйственный участок реки — Кама от истока до водомерного поста у села Бондюг, речной подбассейн реки — бассейны притоков Камы до впадения Белой. Речной бассейн реки — Кама.
Код объекта в государственном водном реестре — 10010100112111100000740.